# Briefschreiberin in Gelb
Briefschreiberin in Gelb (Originaltitel: Schrijvend meisje) ist ein Gemälde Jan Vermeers, das zwischen 1665 und 1670 entstand. Das 45 Zentimeter hohe und 39,9 Zentimeter breite mit Öl auf Leinwand gemalte Bild zeigt eine gelb gekleidete junge Frau beim Schreiben eines Briefes. Das Gemälde gehört der National Gallery of Art in Washington D.C., wo es der Öffentlichkeit zugänglich ist. Es wurde 1962 von Harry Waldron Havemeyer und Horace Havemeyer gestiftet und trägt die Inventar-Nr. 1962.10.1. 

## Bildbeschreibung
Im Zentrum des Bildes sitzt eine junge Frau, die den Betrachter direkt anblickt und dabei lächelt. Sie trägt eine kurze Jacke aus gelbem Satin mit Pelzbesatz und Perlen an den Ohren. Weiterhin sind Schleifen in ihr Haar gebunden. In der Hand hält die Frau einen Gänsefederkiel, schreibt aber im festgehaltenen Moment nicht. Inhalt des Briefes und Gedanken der Frau sind für den Betrachter des Bildes nicht ableitbar, da Vermeer keine diesbezüglichen Attribute einsetzte. Vordergrund und Hintergrund liegen im Dunkeln, der mittlere Teil des Raumes im Licht. Damit erzeugt Jan Vermeer eine besondere räumliche Tiefe. Die auf dem Tisch liegende Perlenkette, die Polsternägel des Stuhls, Schmuckkästchen und Tintenfass glänzen im Sonnenlicht. 
Die schlichte Komposition kann Vermeer anderen Bildern entnommen haben wie Die Briefschreiberin von Gerard ter Borch und Eine Frau reiht Perlen auf von Frans van Mieris. Das Motiv ist mit der Darstellung einer Frau bei einer alltäglichen Beschäftigung ist in Jan Vermeers Werk recht häufig vertreten. Das Motiv der Brief schreibenden Frau war in den Niederlanden des 17. Jahrhunderts überhaupt ein beliebter Bildgegenstand.
Aufgrund der individualisierten Gesichtszüge der Frau wird zum Teil davon ausgegangen, dass die dargestellte Frau Catharina Bolnes, die Ehefrau Vermeers, ist. Dies lässt sich jedoch nicht eindeutig belegen.

## Provenienz
Wahrscheinlich wurde die Briefschreiberin in Gelb unter dem Titel Eine schreibende Frau auf der Dissius Auktion 1696 versteigert. In der Folge wechselte das Bild immer wieder den Besitzer und wurde mehrmals versteigert. Zwischen 1946 und 1956 befand sich das Bild im Besitz von Horace Havemeyer. Nach seinem Tod erbten es Harry Waldron Havemeyer und Horace Havemeyer jr., die die Briefschreiberin in Gelb 1962 der National Gallery of Art in Washington D.C. schenkten.